# Marcos Mathías
Marcos Mathías (né le 12 mai 1970 à Maracay au Venezuela) est un joueur de football international vénézuélien, qui évoluait au poste de milieu de terrain, avant de devenir ensuite entraîneur.

## Biographie

### Carrière de joueur

#### Carrière en sélection
Avec l'équipe du Venezuela, il joue entre 1993 et 1997. 
Il figure dans le groupe des sélectionnés lors des Copa América de 1993 et de 1995.
Il joue également cinq matchs comptant pour les tours préliminaires de la coupe du monde 1994.